# Camponotus japonicus
Camponotus japonicus é uma espécie de inseto do gênero Camponotus, pertencente à família Formicidae.